# Grandes Jorasses
Grandes Jorasses é a montanha formada por um conjunto de seis cumes situados no Maciço do Monte Branco, e que faz de fronteira França-Itália entre o departamento da Alta Saboia da região Ródano-Alpes (França) e a região do Vale de Aosta (Itália).
As Grandes Jorasses, cujo pico mais alto, a ponta Walker, culmina a 4208 m de altitude, fazem parte da lista os 4000 dos Alpes. Em memória da primeira ascensão das Grandes Jorasses em 30 de junho de 1868, o Pico Walker tomou o nome de Horace Walker que o subiu com Melchior Anderegg, Johann Jaun e Julien Grange.

## Situação
As Grandes Jorasses são uma aresta de orientação Este-Oeste com cerca de um quilómetro de comprimento e 1200 m de desnível, e da qual sobressaem:
- a Ponta Walker que com  4208 m, que é o ponto culminante
- a Ponta Whymper; 4184 m
- a Ponta Croz;  4110 m
- a Ponta Hélène;  4045 m
- a Ponta Marguerite; 4066 m
- a Ponta Young; 3996 m

Os seis cumes estão enquadrados pelo Colo das Andorinhas, 3480 m, a nordeste, e o Colo das Grandes Jorasses, 3825 m, a oeste, no qual se encontra a Bivouac E. Canzio, e a sua aresta marca a fronteira França-Itália, domina do lado francês o Glaciar de Leschaux, afluente do Mar de Gelo, e do lado italiano, o Vale Ferret e o Vale de Courmayeur.

## Ascensões

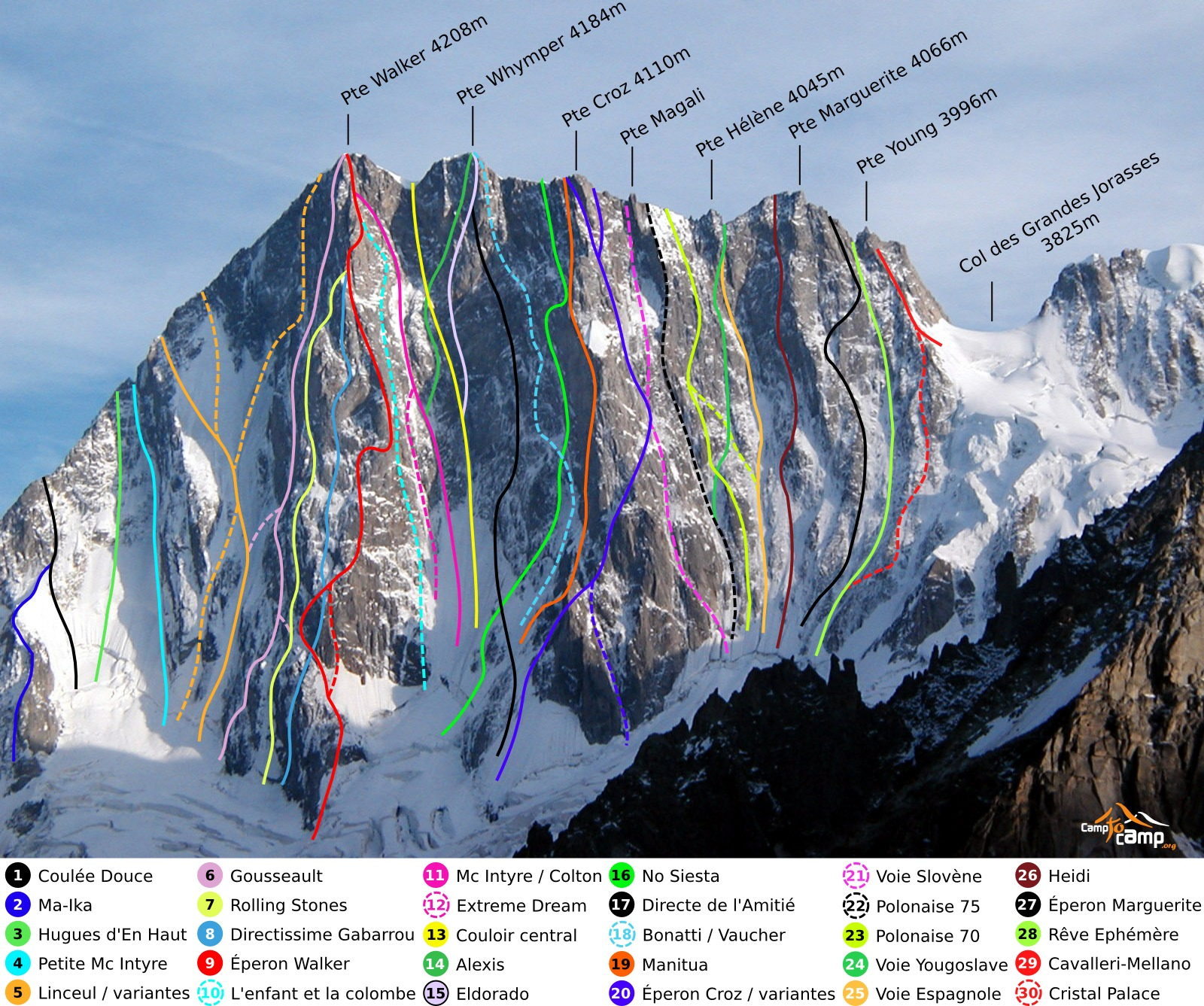
Vias da face norte das Grandes Jorasses

- 1865 a primeira, pela Ponta Whymper a 24 de junho por Edward Whymper, Michel Croz, Christian Almer e Franz Biner.
- 1868 - a primeira da Ponta Walker a 30 Jun. por Horace Walker - presidente do Clube Alpino Inglês - com Melchior Anderegg, Johann Jaun e Julien Grange
- 1891 -  a primeira invernal  por Laurent Croux, a 14 de janeiro
- 1898 - os cumes da Ponta Marguerite e da Ponta Hélène são subidos por Luís Amadeu de Saboia com Joseph Petigax, Laurent Croux e César Ollier
- 1911 - primeira ascensão pela aresta oeste por Humphrey Owen Jones com Geoffrey Winthrop Young e Joseph Knubel, a 14 de agosto
- 1927 - aresta nordeste pela fissure Rey, por Adolphe Rey e Alphonse Chenoz
- 1935 - primeira travessia, do colo das Andorinhas até ao colo das Jorasses, a 23 e 24 de julho, por Pierre Allain e Raymond Leininger
- 1964 - primeira travessia invernal por Alessio Ollier, Attilio Ollier, Camille Salluard e Georges Loyer
- 1973 - primeira invernal da aresta do Tronchay por Cosimo Zappelli
- 1978 - parede sul do chamada Ypercouloir Grassi-Comino, por Gian Carlo Grassi e Gianni Comino a 20 de agosto

## As Grandes Jorasses

### Face Norte das Grandes Jorasses
A Face norte das Grandes Jorasses foi considerada um dos grandes desafios dos Alpes até à sua primeira em 1935, a tal ponto que faz parte das três grandes faces norte dos Alpes.
Há 1200 m de desnível desde o pé do esporão norte da Ponta Walker, a 3010 m, até ao seu cume a 4208 m.
Depois de uma competição entre alpinistas e países, a face Norte é subida pela 'primeira pelo itinerário do esporão Croz por Martin Meier e Rudolf Peters, a 28 e a 29 de Junho de 1935.

### Ponta Walker
A Ponta Walker com  4208 m, é o ponto culminante das Grandes Jorasses, e para ser lembrada a primeira ascensão das Grandes Jorasses a 30 de junho de 1868, este pico tomou o nome de  Horace Walker que o subiu  com o guia  Melchior Anderegg, Johann Jaun e Julien Grange.
O esporão norte, será conquistada três anos mais tarde, de 4 a 6 de agosto de 1938, pelos alpinistas italianos Riccardo Cassin, Luigi Esposito e Ugo Tizzoni. Este é o itinerário que chamou todos os grandes alpinistas a fazê-la, pelo que há tantas variantes como corridas. - 

#### Características
- Altitude mín./máx.: 2020m / 4204m
- Desnível; +1400m
- Orientação; SE
- Tempo de percurso; 1 dia
- Configuração; percurso glaciar
- Inclinação; 59 o
- Cotação global; AD
- Equipamento local; P3, pouco equipado
- Cotação técnica; 5.1

### Ponta Whymper
A Ponta Whymper foi o primeiro esporão a ser conquistado a 24 de Junho de 1865  por Edward Whymper, Michel Croz, Christian Almer e Franz Biner, que haviam partido do lado de Courmayeur, pois E. Whymper parece ter querido ter uma vista sobre a Agulha Verde que pretendia subir, mas apercebeu-se que esta não é visível desse lugar... e não sobe até ao cume da ponta que de qualquer forma guardou o seu nome, e é considerada a via normal.

### Ponta Croz
A Ponta Croz tem o nome de Michel Croz que atacou a face Norte com o outro alpinista que aí deixou também o seu nome nas Grandes Jorasses, Edward Whymper. Com 4110 m de altitude é o pico médio dos cinco que formam esta montanha.

### Ponta Hélène
A Point Hélène, de 4045 m, foi vencida por Luís Amadeu de Saboia com Joseph Petigax, Laurent Croux et César Ollier em 1898. A sua face norte foi vencida em 1958 por René Desmaison e Jean Couzy.

### Ponta Marguerite
A Ponta Marguerite foi procurada depois da subida da Walker e Croz pelo esporão Norte, e iniciou a corrida dos outros picos pela face Norte como a desta em 1958, por René Desmaison e Jean Couzy; a ponta Young no mesmo ano por  Enrico Cavalieri e Andre Mellano; a ponta Whymper em 1964 por  Walter Bonatti e Michel Vaucher; e a ponta Hélène em 1970 por uma 'cordée polaca.

### Ponta Young
A Ponta Young "só" com 3996 m é o mais baixo dos picos das Grandes Jorasses. O nome vem-lhe de Geoffrey Winthrop Young um grande alpinista inglês que primeiro parece ter subido o pico que tem o seu nome, com célebre guia Valaisano, Joseph Knubel, a 10 de agosto de 1907. Não há provas irrefutáveis da sua subida a este esporão, mas atendendo a que em 1911 abriu com o mesmo guia Joseph Knubel uma nova via na face oeste do Weisshorn, na Suíça, que também tem o seu nome, é-lhe reconhecida a primeira.